# Kōbusho
Kōbusho (講武所  Giảng võ sở) (còn gọi là Rikugunsho) là một học viện quân sự ở Nhật Bản. Nó được thành lập vào những thập kỷ cuối cùng của thời Edo để đáp ứng kinh nghiệm của nước Nhật về sức mạnh quân sự phương Tây, và giảng dạy các chiến thuật chiến trường của phương Tây như sử dụng pháo binh cùng với võ thuật truyền thống Nhật Bản. Học viện nằm ở Misakichō, Tokyo. Viện này đóng cửa vào năm 1866, chỉ sau mười năm hoạt động.